# Cipros (mãe de Herodes)
Cipros foi uma princesa árabe, casada com o idumeu Antípatro, com quem teve vários filhos, dentre os quais Herodes, o Grande. Vários de suas descendentes também se chamaram Cipros.

## Casamento
Cipros era uma mulher importante da família dos nabateus  e se casou com Antípatro, com quem teve quatro filhos, Fasael, Herodes, o Grande, José e Pheroras, e uma filha, Salomé.
Antípatro era de uma família importante de idumeus. Ele tinha um irmão chamado Phalion. O nome do seu pai, de acordo com Flávio Josefo, era Antipas; de acordo com Jerônimo de Estridão, era Herodes de Ascalão.

## Descendentes
Dentre suas descendentes com o mesmo nome, temos:
- Cipros, filha de Herodes com Mariane, neta de Hircano.[6]
- Cipros, filha de Fasael, o sobrinho de Herodes, com Salampsio, filha de Herodes. Fasael era filho de Fasael e Salampsio era filha de Herodes e Mariane, neta de Hircano.[6]
- Cipros, filha de Antípatro e Cipros, a filha de Herodes mencionada logo acima. Antípatro era sobrinho de Herodes, sendo filho de sua irmã Salomé.[6]
- Cipros, filha de Alexas Selcias e Cipros, filha de Antípatro. Alexas Selcias era filho de Alexas.[6]